# Büşra Develi
Büşra Develi (İzmit, Turquía, 25 de agosto de 1993) es una actriz turca de cine y televisión, reconocida principalmente por interpretar el papel de Selin en la serie Tatli Küçük Yalancilar, versión turca del popular seriado estadounidense Pretty Little Liars.

## Biografía y carrera
Nacida en la ciudad de İzmit, en su niñez se mudó con su familia a Antalya, donde finalizó sus estudios secundarios. Más adelante se trasladó a Estambul, impulsada por su deseo de iniciar una carrera como actriz. Allí se inscribió en el departamento de teatro de la Universidad de Bellas Artes Mimar Sinan.
Luego de desempeñarse en teatro, tuvo su primera gran oportunidad cuando fue escogida para personificar a Selin, una de las protagonistas de la serie de televisión Tatlı Küçük Yalancılar, versión turca de la reconocida serie norteamericana Pretty Little Liars. Este papel le valió el reconocimiento en su país, especialmente entre la audiencia juvenil. Un año después apareció en el seriado Tatlı İntikam, donde compartió elenco con Leyla Lydia Tuğutlu, İlker Kızmaz y Furkan Andıç. La serie se convirtió igualmente en un éxito de audiencia en Turquía.
Hizo su debut en la gran pantalla en 2017, cuando fue convocada por el director Can Ulkay para aparecer en la película dramática Ayla: La hija de la guerra, en la que interpretó el papel de Nimet en la década de 1950. El mismo año apareció en el cortometraje Bitmiş Aşklar Müzesi, de Murathan Özbek,  junto con Gün Koper y Ahmet Rifat Sungar, además de participar en la serie web Fi.
A principios del año 2018 protagonizó la serie histórica de Kanal D Mehmed: Bir Cihan Fatihi, basada en la lucha por el poder del sultán otomano Mohammed II. En la serie interpreta el papel de Eleni, hija del último megaduque del Imperio Bizantino, Lucas Notaras. Más tarde actuó junto a Kıvanç Tatlıtuğ en la película Hadi be Oğlum del director Bora Egemen, y también junto a Burak Deniz en el largometraje Arada, de Mu Tunç.

## Filmografía

### Cine
| Año  | Título               | Director       |
| ---- | -------------------- | -------------- |
| 2016 | Ayla                 | Can Ulkay      |
| 2017 | Bitmiş Aşklar Müzesi | Murathan Özbek |
| 2018 | Hadi be Oğlum        | Bora Egemen    |
| 2018 | Arada                | Mu Tunç        |

### Televisión
| Año       | Título                   | Notas               |
| --------- | ------------------------ | ------------------- |
| 2015      | Tatlı Küçük Yalancılar   | Debut en televisión |
| 2016      | Tatlı İntikam            |                     |
| 2017-2018 | Fi                       | Serie web           |
| 2018      | Mehmed: Bir Cihan Fatihi |                     |

2022.     Erkek Severse.     